# Éparchie de Miskolc
L'éparchie de Miskolc (en latin : eparchia Miskolcensis ; en hongrois : Miskolci egyházmegye) est une église particulière de l'Église grecque-catholique hongroise. Son siège est à Múcsony en Hongrie.

## Histoire
De rite byzantin, l'éparchie de Miskolc a pour particularité d'être l'héritière des anciennes juridictions de l'Église grecque-catholique ruthène, à l'époque de l'Autriche-Hongrie. 
Un exarchat apostolique est érigé le 4 juin 1924 pour rassembler les 21 paroisses de l'éparchie de Prešov et la paroisse de l'éparchie de Mukacevo que traité de Trianon, après la Première Guerre mondiale, a placées en Hongrie.
En 1972, le siège de l'exarchat estétabli à Múcsony.
Sous le pontificat de Benoît XVI, par le décret Ut aptius spirituali du 5 mars 2011, la Congrégation pour les Églises orientales incorpore à l'exarchat vingt-neuf paroisses qui relevaient de l'éparchie de Hajdúdorog.
Le 20 mars 2015, le pape François réorganise l'Église grecque-catholique hongroise, érige l'éxarchat apostolique de Miskolc en éparchie et la rend de suffragante de l'archéparchie métropolitaine de Hajdúdorog. 

## Territoire
L'éparchie couvre les trois comitats de Borsod-Abaúj-Zemplén, Heves et Nógrád ainsi qu'une partie du district de Hajdúnánás.
Depuis 2012, l'exarchat compte cinquante-neuf paroisses (en hongrois : parókia, au singulier) réparties entre six vicariats forains (esperesi kerület, au singulier) regroupés en deux archidiaconés (főesperesség, au singulier) : Abod, Edelény, Irota, Kazincbarcika, Múcsony, Ózd, Rakaca, Rakacaszend, Sajószentpéter, Szuhakálló, Viszló, Baktakék, Csobád, Encs, Felsővadász, Gadna, Garadna, Homrogd, Kány, Mogyoróska, Pere, Selyeb, Szikszó, Abaújszántó, Baskó, Bekecs, Bodrogkeresztúr, Bodrogolaszi, Boldogkőváralja, Komlóska, Mezőzombor, Szerencs, Tokaj, Tolcsva, Miskolc-Avas, Miskolc (-Belváros), Miskolc-Diósgyőr, Miskolc-Görömböly, Miskolc-Szirma, Arnót, Berzék, Eger, Emőd, Felsőzsolca, Hejőkeresztúr, Sajópálfala, Sajópetri, Sajóvámos, Szirmabesenyő, Tiszaújváros, Alsóregmec, Dámóc, Filkeháza, Kenézlő, Mikóháza, Pácin, Rudabányácska, Sárospatak, Sárospatak-Végardó, Sátoraljaújhely, Vajdácska et Zemplénagárd.

## Cathédrale
La cathédrale Notre-Dame (Nagyboldogasszony püspöki székesegyház) de Miskolc, dédiée à Marie, est la cathédrale de l'éparchie.

## Exarques
- 1924-1945 : Antal Papp[8]
- 1946-1972 : Miklós Dudás[9]
- 1977-1988 : Imre Timkó[10]
- 1988-2007 : Szilárd Keresztes[11]
- 2007-2011 : vacant
  - 2008-2011 : Fülöp Kocsis, administrateur apostolique[12]
- 2011-2015 : Atanáz Orosz[13],[14]

## Éparques
- depuis 2015: Atanáz Orosz[15]